# 貧困の悪循環
貧困の悪循環（ひんこんのあくじゅんかん、英: cycle of poverty）は経済学の用語で、一度入ってしまうと外部からの介入がない限り継続する貧困の要因・事象のことである。

## 概要
貧困の悪循環は、貧しい家族は少なくとも3世代以上の貧困状態の罠に陥るという事で定義された。そういった家族には貧困脱出の助けとなる知的・社会的・文化資本をもつ祖先がいなくなっているため、貧困から脱出するのには長い時間がかかる。
このケースの家族は持ち合わせる資源が限られているか、まったくない。多くのディスアドバンテージがあるため循環プロセスに乗るのは困難であり、個人がこの悪循環を脱するのは事実上不可能である。これは、貧困層は貧困から脱出するための金融資本・教育・コネクションを持っていないために起こる。言い換えるならば、貧困にあえぐ人々はその貧困の結果によりディスアドバンテージが発生するため、貧困が更に貧困を引き起こす。これは貧しい人々は生涯に渡って貧しいままであろうということを意味している。この循環は、簡単には変更できない行動・状況のパターンのこともそう呼ばれる。
同じ問題が国家に対して起こる場合は、開発の罠と呼ばれる。
日本においては、所得移動の観点から全国調査データを用いた分析によると、現実に生じているのは ｢貧困の連鎖｣よりも｢富裕の連鎖｣とも言うべき現象だとの指摘もある。教育水準と親の年収の関係も深く、2007年の東京大学の学生調査によると、東京大学生の親の年収950万円以上の割合は52.3%を占めている。
日本財団が2015年に行った試算では、子どもの貧困を放置した場合、わずか1学年（現在15歳の子ども（約120万人）のうち生活保護世帯、児童養護施設、ひとり親家庭の子ども（約18万人））あたりでも経済損失は約2.9兆円に達し、政府の財政負担は1.1兆円増加するという推計結果が得られたとしている。

### 生活保護の「貧困の連鎖」
厚生労働省は2011年7月公表「生活支援戦略 中間のまとめ」において、貧困の連鎖の防止として「社会の分断や二極化をもたらす貧困・格差やその連鎖を防止するために、生活困窮世帯の次世代支援や、高齢や障害等により受入先がない矯正施設退所者の地域社会への復帰を支援することにより、安心・安全な社会の実現を目指す」と明言した。また取り組むべき課題として、生活保護世帯の子どもが大人になって再び生活保護を受給するという「貧困の連鎖」の解消を掲げている。
これには、生活保護世帯の4割(25.1%)は出身世帯でも生活保護経験を持っており、生活保護における貧困の連鎖が確認された調査結果が背景としてある。中でも母子世帯では、出身世帯で生活保護歴のある割合が3割以上となり、特に母子世帯における貧困の連鎖が強い上、母子世帯生活保護受給率(13.3%)は他の世帯(2.4%)と比較して高い（2008年比）。
福岡県田川地区調査では親子や兄弟姉妹など親族の受給の連鎖も47.8%となっており、昭和40年代生まれ以降の世代ではさらに高く約57%になることが確認されている。貧困の連鎖は世代間のみならず、親族間にも広がっている場合がある。
福祉現場では子どもの頃に生活保護を受けていた母子家庭の娘が成長し、自分も母子家庭となり生活保護を受けて生活しているという親の生活様式の踏襲が見られるなど、生活保護の制定以来60年近くが経過し、3世代、4世代の受給世帯が現れている。
厚生労働省児童部会ひとり親家庭への支援施策の在り方に関する専門委員会では全国母子寡婦福祉団体協議会理事が「母子世帯は自立した方がよいと思います。なぜならば、生き方が違ってきます。自信を持って生きられる。子どもがその姿を見ているので、一生懸命生きなければいけないという姿勢が。子ども自身もそうやって育ってくる。生活保護自体が悪いとは思いませんけれども、見ますと2代3代続いています。祖母が生活保護だと母親もまた生活保護。だんだん子どもたちもそれが当たり前のような回転をしているような気がします。2代3代続く人が何人もいます。」と発言している。
貧困世帯の性行動は活発で、最近は中学へ進学する頃から性行動が始まり、不特定多数の相手との性交渉も多く、避妊しないことによる性感染症の問題や10代の出産となり、それを防ぐ総合的な貧困対策が必要である。イギリス政府が1999年に出した政府の調査報告書『10 代の妊娠』の調査では、10代の妊娠の多い地域はほとんど例外なく貧困地域だということが明らかになっている。
アメリカのhoganの調査では、独立した女性世帯主家族で成長した若年女性が未婚の母になる可能性は、夫婦そろった家族で成長した若年女性や祖父母の家で暮らす母親のもとで成長した若年女性より大きかった。
東京都町田市調査では、十代の若者による出産は、家族構成に関しては母子世帯の子どもによく見られ、荒川区の分析では「若年出産の場合、その親も若年出産のケースが多い」と指摘がある。
また、生活保護母子世帯は中卒、高校中退同士が離死別した場合が多く、その後非婚のまま出産する婚外子の出現率は25.7%と高い。前夫との問題との関連性や、その子どもも同じライフコースをたどる連鎖も指摘されている。
なお、生活保護受給者数は史上最高となっているが、同時に2011年では10年前に比較して妊婦加算受給者は3倍、産婦加算では2倍と増加傾向にあり、毎年推定で約2千人の子どもが生活保護二世として出生しているため、貧困の連鎖を防止することが必要である。なお、生活保護受給者は他法優先のため児童福祉法を利用してほぼ無償で出産するが、その出産数は公表されておらず加算数から推計する他は無い。
2011年被保護者全国一斉調査では、生活保護の0~17歳の子どもは285,624名となっている。

### ひとり親家庭の貧困
2012年度厚生労働省白書では、2000年代半ばまでのOECD 加盟国の相対的貧困率について日本が加盟国中大きい順から4位であったこと、うち子どもの貧困率は13.7%と30か国中ワースト12位であると記載されている。特に働いているひとり親家庭の相対的貧困率は加盟国中最も高くなっており、働いていない同家庭では28か国中ワースト12位と中位なものの6割が貧困と確率が高く、ひとり親が貧困に陥りやすいことが分かる。また、2003年以降のひとり親家庭の相対的貧困率は低減してきているが、子どもの貧困率はやや上昇傾向という状況にある。一方、父子世帯とふたり親世帯の貧困率については、母子世帯に比べると低いものの、税込所得ベースに比べて可処分所得ベースでは貧困率が逆に上昇している。子どものいる世帯には、社会保険料や税負担は重くのしかかり、所得再分配による貧困軽減は、十分に機能していない可能性が高い。
諸外国と異なり、日本のひとり親家庭の貧困については、働いている世帯58%、働いていない世帯60%と貧困率が殆ど変わらない。税等による所得の再分配機能後の方が分配前に比較して、高齢者では4割以上貧困率が減るのに対し、20歳未満ではわずか1%程度しか削減しないという再分配調整機能問題に加え、多くの無職世帯が受給しているであろう生活保護では、諸外国に比較しても高額であり30代単身者の試算でスウェーデン、フランスに対しては約2倍の所得保障水準となっておりカップルと4歳児の家族世帯においても各国より高額という生活保護費支給額の影響の可能性がある。
児童扶養手当の増減は生活保護受給の動きと似通っていることが分かっているが、不況に加え、離婚及び未婚の母の増加により、児童扶養手当の受給者は100万人を突破しており、新たな貧困層が増加している可能性がある。児童部会ひとり親家庭への支援施策の在り方に関する専門委員会で「未婚の母の娘さんがまた未婚となって親子2代にわたって児童扶養手当を受けるケースもございます。」と自治体職員が発言し、「未婚の母親の子どもがまた未婚になり児童扶養手当を申請に来るということがありましたが、子どもに対する支援策をきちんとしていくことが非常に大事だと思います」と母子家庭の連鎖や支援について審議されている。
なお、母子世帯の学歴はふたり親世帯の学歴より低く、中卒は同世代女性の約3-4倍となっており、母子世帯の貧困や諸困難の背景に低学歴という問題がある。学歴が低いほど就業率が低く、正規雇用率が低い。非婚（未婚）世帯は中卒割合が22.5%で、同世代女性の6倍強で、増加傾向にある。
生活保護を受給している独立母子世帯の数は、1997年以降に増えており、2000年代に入ってからは概ね7-8世帯に1世帯の割合で生活保護を受給している。生活保護を受給したシングルマザーは非受給者より正社員希望の確率が14.0ポイントも低いことが分かっている。生活保護期間中にできたキャリアブランクが長ければ長いほど、子供が成人した後も、母親が生活保護に頼らざるを得ない可能性は高くなる。
母親の就労別分析では、母親が 家族従業員、自営業（雇用人なし）の貧困率は男性と同様に突出して高く、母親が非正規雇用である場合に比べても二倍近くとなっている。利益の出ていない自営業者については、他への適正就労に転換させることが有益な可能性がある。
なお、養育費の不払いによるひとり親の困窮に対して行われる行政の福祉給付受給については、アメリカでは納税者に遺棄して去った父親の代わりを負わせることへの議論が高まったことにより、1975年社会保障法改正によって、子を監護していない親の養育費支払義務を強制することになった経緯があり、未払いの場合州によっては裁判所で拘禁まで課されることがある。イギリスにおいてもサッチャー政権下に母子世帯の福祉依存と父親の養育費不払いへの批判が高まった結果、ひとり親が所得補助等を利用している場合には1993年から導入された養育費制度の利用が義務付けられている。日本においても、生活保護において非監護親が養育費支払い能力を有する場合でも、監護親世帯が生活保護を受給することにより養育費受給が低減するという研究結果があり、またひとり親に給付される児童扶養手当では、費用負担は国が3分の1、都道府県、市が3分の2であるが2010年の国庫負担分の予算案が1678.4億円、都道府県、市等併せると年間約5,035億円となる。養育費未徴収の福祉給付受給者が増加することが福祉費増大の一因となるため、養育費徴収の実現は財政健全化にも寄与する。

## 原因

### 家庭の背景
一般社団法人彩の国子ども・若者支援ネットワーク代表理事 青砥恭は文部科学省今後の高校教育の在り方に関するヒアリング（第3回）で次のように述べている。「（高校）中退した子たちの調査をしていますと、子供のころからの本当に深刻な貧困がありました。その若者たちの貧困は親の代から続いて、不安定雇用や低賃金の貧困の連鎖からつくられたものでしたけれども、その中で幼児期からDVだとか、家庭崩壊、貧困に伴ってネグレクト、虐待が相当数見えました。それから10代の妊娠も少なくはないと思います。」埼玉県が行う生活保護受給者の学習支援家庭訪問では、訪問先の約80%は母子家庭で、不登校、知的障害との境い目にある子や発達障害の子もいるという。

#### ひとり親家庭
生活保護受給の母子家庭で、母が精神病を患い母子共に「ごみ屋敷」で引きこもり子どもも発達障害であったり、父子家庭でアルコール・ギャンブル依存の父が生活保護費を全て使い込んでしまい電気、ガス、水道、電話がよく止められた上に、子どもにはお金が回ってこない中で子どもが不登校となっていった例もある。

#### 貧困と虐待
経済状況と虐待とも関連が深く、虐待のために児童養護施設に入所した100例を調査したうち、親の精神障害、ひとり親家庭、生活保護家庭が3割以上を占めており、無所得も2割あった。
厚生労働省科学研究H20～21年度「子ども虐待問題と被虐待児の自立過程における複合的困難の構造と社会的支援のあり方に関する実証的研究」（研究代表松本伊智朗）では、Ａ県の児童相談所において、5歳、10歳、14～15歳の平成15年度虐待受理ケース129の記録を研究メンバーが児童票より転記し、個人情報の保護が可能な119例を整理した上で分析した。その結果、虐待事例において、障害をもつ子どもの比率と、養育者自身が障害を有している割合が高いことが判明した。具体的には、本調査の119事例の中で、56例が当該児童に障害があり、48例はきょうだいに障害があり、当該児童ときょうだいの両方に障害がある事例は33例、きょうだいにのみ障害があるのは15例にのぼった。さらに、養育者が知的障害、発達障害、その他の疾病・障害がある（精神障害を除く）事例は40例に上り、子どもの障害とも重複していた。すなわち、家族に障害児者がいない事例は119例中26例に留まり、児童の障害の偏在化が明らかとなった。
平成15年に行われた3都道府県での児童相談所の調査では、重度の虐待の保護ケースにおいて、生活保護世帯が19.4%に上り、非課税世帯と合わせると26%に上る。特に母子家庭の生活保護率は45.9%、父子家庭の生活保護率は20.8%と、ひとり親家庭において生活保護率が高くなっている。また虐待問題を抱える家庭において、ひとり親家庭の割合はきわめて高い。虐待種別ではひとり親家庭でのネグレクトが多い傾向が出ている。
東京都虐待分析によると、ひとり親家庭において経済的困難、孤立、不安定就労下で虐待を行っていた事例が最多だった。都内の全家庭に占める母子家庭・生活保護世帯の比率は各2%、1%であるにもかかわらず、虐待相談は全家庭に占める比率が各約2割となっており、更に保護施設入所措置となった比率では6割前後と多数を占めている。北海道内の児童相談所の虐待相談では、離婚、子の知的障害、親の精神疾患・知的障害が多く、また1つの家庭に複合的に見られた。
そもそも、子ども虐待の後遺症として生じる反応性愛着障害の諸症状には発達障害の示す臨床像に極似のものが含まれる。またさらに子ども虐待は脳の器質的機能的異常が生じるので、発達障害と言わざるを得ない臨床像を呈する。発達障害と子ども虐待とが複雑に絡み合っている。
虐待家庭において父が精神疾患や性格の問題から経済問題を生じ、そのような父が知的障害のある母を伴侶としているという指摘もある。3県の児童相談所虐待分析では、母の学歴が半数以上中学校卒業でしかないことがわかり、一時保護まで必要な深刻ケースでは学歴の低さが特に目立つという。
- 埼玉県朝霞市では2012年7月に生活保護の母子世帯で妊娠5ヶ月の母(23)が、交際相手(23)と共に5歳の長男を虐待死させている[56]。2007年には苫小牧市で生活保護受給の母子世帯の母(21)が2児を自室に1ヶ月置き去りにして1歳の弟が死亡し、3歳の兄はかろうじて生き延びたという事件も起こっている[57][58]。なお当事件でも被告は妊娠中で、公判中に第4児を出産している。

- 2008年には秋田県藤里町で生活保護母子家庭の母(34)が娘(9)を橋から落として殺害し、近所の男子(7)も絞殺した事件があった。本件では事件前に育児放棄が認識されていて、学校・町・児童主任が関わっていたが、リスクはそれほど高くないと考えられていた[10]。

- 2008年には蕨市で生活保護世帯において4歳児が虐待死している[59]。
- 2012年6月には大津市において生活保護の母子世帯の母(29)がチャットに夢中で1歳7ヶ月の子が肺炎なのを放置し、死亡させた[60]。2008年ごろ離婚し、大阪市から大津市に転居。2009年ごろから無職で、生活保護で暮らしていた。2008年4月に生後間もない男児を心臓疾患で亡くし、2009年9月には長男（当時4歳）が自宅5階のベランダから転落死していた。捜査関係者によると、「長男を亡くして、育児も家事もやる気が起きないことがあった。チャットに癒やしを求めた」と供述したという[61]。この家庭には通園する園の保育士は毎日迎えに来ていたというが、生活保護世帯で福祉事務所ケースワーカーや保育園の見守りがあってもネグレクトを含む虐待死を全て防げるわけではない。

- 2013年9月に東京都江東区では、生活保護を受ける父子家庭の父が5歳の長男を都営住宅の自宅で全身を殴る蹴るなどの暴行を加え、死亡させた[62]。

- 2008年11月、神奈川県川崎市在住の3歳女児が、交際相手の男性（24歳）と実母（21歳）からの虐待により死亡した。実母は生活保護を受けて児童扶養手当も受給していたが、交際相手の男性と同居しており、殴る蹴るの暴行を行い、水風呂に長時間つけたり、ひもで縛ってカーテンレールに吊るしたりするなどの虐待行為を行っていた。実母は交際男性の子供を妊娠していて不就労だった[63]。

- 2014年1月、東京都葛飾区では2歳児が暴行が原因で死亡し、父が逮捕された。両親は生活保護を受けており、別の男性との子供は児童養護施設や親類宅に預けられている。当該児童も児童相談所の見守り対象となっていた[64][65]。

- 2012年7月には福岡県福岡市において、2世代以上に渡る母子同居生活保護世帯で20歳の母が1歳8ヶ月の子を虐待死させた。検証報告では、祖母と母がともに10代で出産、母の自殺未遂歴、離婚、生活保護受給で不安定で混沌とした家族関係で虐待リスクが高かったのに対応できなかった分析がなされている[66]。このように家族との同居がかえって状況を悪化させる場合もある。

- 足立区では、2015年4月、2年前から行方不明になっている男児を虐待し死亡させたなどとして警視庁捜査1課はいずれも無職で父親（31歳）と妻（28歳）を監禁致死と死体遺棄容疑で逮捕した。約3カ月間、次男（当時3歳）をうさぎ用のかごで監禁。13年3月に口にタオルをまくなどの暴行を加えて窒息死させ、遺体を段ボール箱に入れて同区千住の荒川に捨てたとしている。夫婦には他に未就学児4人も含めて現在6人の子がいた。次男死亡を隠し児童手当や生活保護費計約43万円をだまし取ったとして詐欺容疑で逮捕されている[67]。

- また、兄弟間で虐待が発生する場合もあり、2010年9月大阪府門真市では22歳の姉が交際相手と共に17歳の妹を金銭的肉体的に虐待し、死に至らせた。姉は妹の収入申告をせず保護費を不正受給をしたことで市から告訴されている[68]。

生活保護受給世帯の中学卒業未就職者である兄姉が就労就学せず世帯分離され、暴力団の予備軍となったり、家族の保護費を当てにすることもある。

#### 低学歴の継承
大阪府堺市の生活保護受給者の学歴調査では、世帯主の中学校卒は58.2%、高校中退が14.4%、うち母子世帯の高校中退率27.4%でその理由には妊娠・出産の例があった。
釧路市調査では、生活保護母子世帯の母の3人に1人は中卒の学歴で、その父親の42.3%、母親の51.9%も中卒（高校中退含む）であり、中卒者の割合が本人以上に多く、低学歴の階層が受け継がれていた。
神奈川県では、生活保護有子世帯の親（養育者）の学歴調査では、中学校卒は父21%・母27%であり、高校中退者は父19%・母16%だった。その他専門学校・大学中退者も一定数含まれていた。高校・大学レベルの中退者や長期欠席者もニートとなりやすく就学でも不利であることが関係している可能性がある。
内閣府の『平成23年版子ども・若者白書』「若者の意識に関する調査（高等学校中途退学者の意識に関する調査）」では、高等学校を中途退学した者が正社員・正職員として働いている割合は相対的に低く、この調査の対象者の父母の学歴は高等学校を卒業していない者の割合が高い。家族の経済的なゆとりを見ると、「苦しい」と回答した者（「苦しい」と「やや苦しい」の計）が63.0%となっていて、また、主な収入源として「生活保護を受けている」と回答した者が3.8%いる。中でも、さらに母子家庭では苦しいと回答した者（79.2%）や、生活保護受給者（13.3%）の率が高かった。平成17年国勢調査（総務省統計局）の調査結果と比較すると、『平成23年版子ども・若者白書』の方が「母子世帯」の割合が約3.6倍、「父子世帯」の割合が約3.2倍高い結果となった。ひとり親世帯は経済的問題も含め、様々な複合的問題を抱えている可能性があり、その要因を見極めた上で適切な対応をしていくことが求められていると結論付けられている。

#### 外国人母子家庭
生活保護母子世帯の中でも外国人世帯は7千世帯を超えていて、4割がフィリピン人であるが、その子どもが母と社会の架け橋となって負担を感じている事例も出現してきている。また、2013年2月18日群馬県大泉町でフィリピン人母が子どもたちを残して帰国中、3歳児が死亡（餓死の疑い）したのを中学生の姉が通報した事件も起こっているが、同月5日に会ったケースワーカーには帰国を報告していなかった。本件は過去に当児童が0歳児時にも母は一週間の約束で知人に幼児を預け、帰国して連絡が取れないまま1年が経ち、その間子ども達は児童養護施設に入所していたハイリスク家庭であったことも分かっている。
生活保護受給中であっても、通常でケースワーカーからの連絡は世帯主に集中することに加え、子どもが不在である日中の時間の自宅訪問となるため子どもたちの動向把握は十分でない場合が多く、学習支援プログラムなど一部を除き子どもの成長を見守る支援も少ない。なお子どもが幼児で親が就労・求職中・疾病で育児ができない場合には、生活保護受給者、母子家庭は優先的に、かつ生活保護受給者は無償で保育園に入所できるため、日中は子どもの育成が公共の場で見守られている。
2012年4月大阪市では6歳男児・4歳女児が母子家庭のフィリピン人母（29歳）に包丁で切りつけられ、男児が死亡、女児が傷害を負った。無理心中を図ったと見られる。母は生活保護ケースワーカーが家庭訪問した際、「夜間就労と子育ての両立に大きなストレスを感じている」と説明していた。この事件をきっかけに、全校児童の約4割が13の外国籍などを持つ大阪市立南小学校の児童らを対象に、教諭や支援団体などがボランティアで学習を手助けする大阪の夜間教室が始まった。
2013年10月に東京都三鷹市で発生した三鷹ストーカー殺人事件でも、公判時にフィリピン人母を持つ犯人の男（21歳）の生い立ちが明らかになり、貧困生活の中で狭い部屋の隣室で母親が交際相手と性行為をするあえぎ声を聞き、母親の交際相手から過酷な虐待を受け、母親が何日も家に帰ってこないことが日常茶飯事で近所のコンビニで消費期限の切れた弁当を無心する生活を送り、母親も交際相手から暴力を振るわれていたことなど、「児童虐待」「ネグレクト」「DV」の三重苦に苦しめられた男性Aの成育歴が法廷で語られた。
なお、東京都荒川区の貧困と社会的排除の調査では、問題を抱えている調査対象世帯の約2割が外国籍の家庭であった。
2011年3月には東日本大震災による東京電力福島原発の事故を受け、政府の指示を超えて自主避難が広がる中、生活保護を受ける外国人が日本人との間に生まれた子供を置き去りにして帰国するケースが相次いだ。関東地方の市の福祉事務所では中国籍の40代の母は「祖父が危篤で帰国する」と電話をしてきたが、自宅に残された高校2年と中学2年の子供に担当者が事情を聞くと、母は「原発が怖い」と中国へ帰ったという。このような帰国は少なくとも東日本の84福祉事務所で64件にのぼり、中国、韓国、フィリピン、タイ人などで、中国人が最も多かった。永住資格などを取得後に日本人男性と離婚した母子家庭や単身女性がほとんどを占め、子供と帰国した人が多い一方、友人の中国人や日本人へ預けて帰国したり、子供を置き去りにしたネグレクトも少なくないという。申告者はみな一様に「祖父母が危篤で」と言って帰国し、黙って帰国する例が多く実態がつかめないと福祉事務所の担当者は語っていた。外国人世帯には、帰国によるネグレクトが発生する問題もつきまとう。

#### 犯罪・依存症
大阪市西淀川区では、離婚して生活保護を受ける母子家庭の3人の母(26)(27)(29)がパチンコで負けて生活費が足りなくなると幼い子どもを保育園に預けている間に窃盗を繰り返し、逮捕された事件も起こっている。
福岡県田川市郡地域での生活保護受給者のアルコール、薬物、ギャンブルの依存問題がどのように発生しているかの調査結果では、アルコール問題に該当するケースは53名(10.6%)、薬物問題20名(4.0%)、ギャンブル問題8名(1.6%)で、いずれも一般人口の発生率と比較してきわめて高率である。
かつて江戸川区のケースワーカーで、江戸川中3勉強会を立ち上げ、生活保護の高校等就学費の実現を国に働きかけ、受給世帯の高校進学を後押しした宮武正明は次のように述べている。「親の生活を見て高校進学の希望が持てない子どもの多くは、早い時期から学習意欲をなくして学力不振になり、学力不振のため進学も就職もできない状態が作られ、そうした世帯の多い地域では、結果として不登校・非行が多い地域となって地域が荒廃し、「貧困の再生産」の温床になってきていた。」と述べ、愛知アベック生き埋め殺人事件、大阪中卒少女殺人事件、足立女子高校生コンクリート詰め殺人事件（主犯少年1名は母子家庭生活保護）らの事件が「疾病、貧困、地域環境の貧しさの中で家庭が崩壊するとともに、行政の援護が子どもの世代まで考えられていないことから、地域に貧困が蓄積していく」こととの関連を指摘している。
矯正統計年報2004年によると、全国の新収容者5248人の出身家庭の生活水準では、富裕層2.8%、普通層69.8%、貧困層27.4%となっており、犯罪の度合いが重いほど、貧困世帯出身が多くなっている。 また、全国の単位人口当たりの刑法犯認知件数（2020年度）を地域別に比較すると、平均年収の高低に関わらず概ね横ばいである。これは、平均年収の高い地域ほど、同一年収帯の犯罪率が高いことを示している。
また、同統計2011年度「新受刑者の罪名別 教育程度」によると、新受刑者で最も多かった学歴は「中卒」であり、4割以上を占める。年齢別に見ると、全新受刑者約2万5千人中で、高校進学率が9割を超えた1970年半ばより前に高校進学年齢であった50歳以上を除いても、約1万7千人が「中卒」学歴しか持っていない。一方、大学卒業者はわずか4.5%となっている。
学歴と犯罪にも相関関係があるが、そもそも学力・学歴と貧富の間もまた相関関係にあるため、高校進学が多数の時代の「中卒」の受刑者は子ども時期に知的問題を抱えるか、または貧困ゆえに学力不足や資金不足などで進学できず、結果学歴が無いために適切な就職ができなかったおそれがある。貧困の子どもの世帯の経済状況を向上させることは、将来の犯罪の発生抑止につながる可能性がある。
少年犯罪の現場では次のように報告されている。「A 少年院における年次統計を見ると、それでも、3人～4人に人が貧困世帯であること、平成13年から21年度までの8年間で貧困世帯が約2倍に増加していることが分かります。この背景には、経済不況もあるでしょうが、少年鑑別所・少年院入所少年における母子家庭の増加も影響していると考えられます。」「女性の貧困が子どもの貧困の世襲を招き、そのことが他のさまざまな条件を誘発し、結果として非行に至ったケースは、少年院では数多くあります。」「短期間に転職を繰り返しているB 少年の職歴を見た多くの人は、就労意欲が乏しく、忍耐力がないと非難の目を向けることでしょう。しかし、実際は、本人の非ではない経営縮小による給料不払いや前近代的な雇用関係のなかでの極端な減給が、B 少年だけでなく、中学卒業と同時に働き始めた少年たちに対して日常的に行われている就労環境なのです。」。
2010年4月からの公立高等学校の授業料無償化は中退率の減少と高校の再入学の増加という効果を生み出した。一方で、都内の全日制高校進学率は1970年代に比して減っている状況にある。
- 2013年7月に広島・呉でおきた少女遺棄では、死体遺棄容疑で逮捕された7人のうち、広島市中区の少女(16)は生活保護費を受給していた。親のネグレクト（育児放棄）が原因とみられるため、単身世帯として直接、受け取っていた。逮捕された未成年者6人の中には、少女以外にも児童虐待を受けていた者がいるとみられている[96]。少女達は接客業で月に100万を稼いでいたとの報道もある[97]が、その場合収入申告を怠り、不正受給していた可能性もある。

2013年の被保護者調査によると、全国で0～17歳で単身で生活保護を受けている者は422名となっている。
養護施設に入るなど何らかの事情を抱えたものである可能性がある。
- 2013年12月兵庫県尼崎市で中学3年の男子生徒（15歳）を集団で監禁し、わいせつな行為をしたとして、無職の女（43歳）と10代の少年少女が兵庫県警に監禁容疑などで逮捕された。逮捕や児童相談所に通告された少年少女らが女の自宅で集団生活をしていた。女は生活保護を受給しながら、自宅近くでカラオケスナックを経営。少年少女らを働かせていたという[99]。

- 2014年8月には、愛媛・伊予市で、市営団地の一室の押し入れから無職女性（17歳）の遺体が発見され、体には多数の古いアザも残っていたという。この部屋に住む女性（36歳）と長男（16歳＝いずれも無職）ら計4人には、殺人や傷害致死の疑いが向けられているという事件が起こった。被害女性は家出後、事件現場の家族宅に同居していた[100]。

- 母子家庭で母が精神疾患のため公営住宅に住む生活保護受給の祖母宅で育った17歳の少女は、中学校1年から月2回売春を行い、その住居の先輩後輩もまた歴代売春を行ってきたと語るような地区もある[101]。

- 6か月の子供を持つ19歳のシングルマザーが母に子供を預け、ワリキリと呼ばれる個人売春をする事例もある。その母もまたシングルマザーで貧困が連鎖するケースがある。2011年にルポの取材を受けたワリキリを行う女性100人のうち、子供がいるのは14人でうち8人が未婚だったという。子供を育て貯金するため、月に約170万円それで稼ぐ者もいる[102]。

- 犯罪に巻き込まれることもあり、2014年3月には、生活保護受給世帯のシングルマザー（22歳）がインターネットで知ったベビーシッターに子供2人（2歳、8か月）を3月14日から16日までの予定で預け、2歳の子供が殺害されている。事件当時、母親は児童扶養手当を受給しておらず、子どもの父親から養育費は払われていなかったと報道されている[103][104]。容疑者はシッターとしてこれまでに預かった男児や女児の裸の写真を撮影した疑いがあり、パソコンには複数の児童の裸の写真が保存されていたという[105]。

#### 出身家庭の貧困とホームレス化などのリスク
出身家庭とホームレスになる関係については、野宿者ネットワーク代表生田武士によると、野宿になった若者には母子家庭と虐待家庭が多く、母子家庭で生活保護を受けている、または暴力が酷く実家に帰れないといった相談があるという。ビックイシュー基金による若者ホームレスの聞き取り調査では、今までの主な養育者は両親が半数で、ひとり親が32%、養護施設出身は12%であった。
高校中退、ホームレス、非正規就労、生活保護、シングルマザー、自殺、薬物・アルコール中毒という社会的排除を受けてきた者の政府調査では、社会的排除に至る理由に本人の精神疾患・その他疾患に次いで、ひとり親や親のいない世帯、出身家庭の貧困という潜在リスクが挙がっている。

#### 児童養護施設
虐待や親からの遺棄などの理由で児童養護施設に保護された子どもも施設退所後に生活困窮に陥りやすい。婦人保護施設長によると、そこで育った子どもは進学しなければ中卒でも施設を退所しなくてはならず、10代女性では行きずりに近い同棲後に妊娠し、相手の男性は姿を消し、婦人保護施設に入所するという例は後を絶たず、そうでなくとも施設退所後に性産業に従事して未婚の母となる場合もある。傾向としては、婦人保護施設の10代出産利用者ではひとり親家庭や生活保護受給者も多いが、両親そろっている勤労世帯でも増加し、社会の貧困化の可能性もある。これらの10代の母は生活経験が乏しく、低学歴・就労経験不足して育児に危険性が伴う。
婦人保護施設に関わってくる女性は、知的障害とほかの障害を複合的に抱えるケースが多い。売春経験のある知的障害者の親もやはり知的障害を持つ場合がある。「家族の無縁・地域の無縁・制度の無縁」に加え、「精神障害・発達障害・知的障害」を持つものが貧困に陥るとの分析がある。支援につながらない性産業に従事する軽度知的障害者数万人とも数十万人ともいわれている。
児童養護施設の子どもは9.3%が中卒で施設を退所し、そのうち約半数が卒業の翌年度中（2005年）に転職を経験している。高校中退は7.6%となっている。
児童養護施設出身者がまたその子どもも児童養護施設に預けるという「負の連鎖」「貧困の世代間再生産」も起きている。
日本では社会的養護の子どもたちの90%が施設で、10%が里親等という形であるが、これは世界的にも先進国の中では、ややいびつな形で児童の権利条約の原則からも外れ、権利委員会からも指摘をされているところである。
虐待による児童養護施設の入所は半数を超えているが、児童養護施設の大半が大舎（大規模集団処遇）制を採っているため、処遇が不十分となりやすい上に、職員からの施設内虐待も相次いでおり、児童間で飲尿の強要などのいじめや殴るなどの暴力、性虐待も起こっていて心身ともに健康な育成につながっていない可能性がある。児童養護施設の職員数等や予算面の様々な待遇改善が老人養護関係向上よりも計られていないのは、選挙の票に結びつかないからだとの児童養護施設出身政治家からの指摘もある。
厚生労働省は、社会的養護の課題と将来像についての議論を進め、2011年児童養護施設等の社会的養護の課題に関する検討委員会・社会保障審議会児童部会社会的養護専門委員会で「社会的養護の課題と将来像」をとりまとめた。「社会的養護が必要な子どもは、経済面を含め、豊かでない家庭環境の子どもが多い。「貧困の世代間連鎖」とならぬよう、適切な養育や教育を保障する必要がある」として、小規模ケア、グループホーム、ファミリーホームの組み合わせ活用及び里親委託率の引上げについて言及している。

#### 貧困家庭の父親の年齢
父親がいる家庭においては、父の年齢別の子どもの貧困率はU字型になっており、20代前半と60代の父の家庭で高くなっている。

### 産業空洞化による雇用喪失
社会学者のWilliam Julius Wilsonは、産業構造が製造業からサービス業中心に転換していくことは、都市住民の慢性的失業をもたらし、技能スキルが無用化してしまうことで職にありつけにくくなると主張している。この労働スキルのミスマッチは、大きな貧困要因であると主張している。
アメリカの貧困問題研究では、ゲットーに住むアンダークラスの都市住民の貧困について、失業や犯罪、10代の妊娠、婚外子出生、女性世帯主家族、福祉依存を人種的及び階級的な不平等の表れとして分析すべきものというmary Corcoranらの主張もある。10代の女性の妊娠は彼女がゲットーの貧しい女性世帯主の家族成長したことと深く関連し、黒人の場合、多くの子供が父親のいない家庭に育つが、それは黒人女性に結婚しない者が増えたことに起因し、その大きな理由は仕事のない黒人男性が増加して経済的結婚適格のある男性が減少したとのwilliam Julius Wilson の分析がある。黒人男性の失業率の高さが、貧困黒人女性の間で未婚の母が増えたことにもっとも深くかかわってると主張されている。

### 現代教育の結果
研究では、基準より成績の低い生徒が多い学校では、教育能力が十分ではない教師を雇っており、その原因は教師の多くが彼らの地元で就職したからであった。このため一部の学校では、生徒の大学進学率が高くなく、そう多くの生徒は大学へ進学しない。大学卒業を希望しながらもそのような学校で学ぶ生徒は、熟練教師の授業を受けた生徒らよりも熟練度に劣っている。このため、教育は貧困の悪循環を永続化させる一因となり得る。そういった学校の生徒は十分に熟練教師のいる学校に比べて、就職を選択する傾向が強い。
そのため学校は、学校教師を他の地域から採用すべきである。スタンフォード大学で学校教育を研究するSusanna Loebによれば、郊外地区から採用した教師は着任初年度のうちに異動する傾向が10倍であるという。この事実は、郊外地区から採用した教師は、他の地域から採用した教師に比べてその学校の状況に影響を受けやすいということを示している。このように、子供が十分な教育を受けられないということは、貧困の悪循環が継続する要因の一つである。
岩手県の漁村では、貧困と教育の問題から地元出身教師の充足率が低く、漁村特有の気性の荒さや勉強ができなくとも船に乗れればいいという考え方から中学校が荒れていたという。学校の荒れはその後の町の未来を暗くし、「教育の悪循環」を生み出すという。その中学生の保護者は、10代に出産した母は家事が上手くできず、生活保護費もやりくりできずに修学旅行費など支払いでトラブルを起こす場合や、父は定職につかないか離職を繰り返し、経済困窮に関わらず携帯電話やパチンコに浪費し援助費も生活費に使っていた事例がある。このような実情に対し、地元中学校教諭からは社会的な知識を子どもに学ばせ、地域の実情を理解した教師が地域の特色を生かした教育をするべきとの指摘もある。
2012年厚生労働白書では、小学生時点の家庭の経済状況と学力、高校卒業後の予定進路、フリーター率との分析の相関関係から、「家庭の経済状況の差が子どもの学力や最終学歴に影響を及ぼし、ひいては就職後の雇用形態にも影響を与えている」と結論付けている。
ただし、平成21年度文部科学省白書によると、OECDの調査では、日本は経済・社会的背景に恵まれない生徒がトップ・パフォーマーに占める割合が34.9%で、OECD加盟国中、2番目に高い水準となっていると貧困の子どもが全て低学力であることは否定しつつも、「国際学力調査によると，我が国は，諸外国と比較して，社会的経済的背景が子どもの学力に与える影響は小さいのですが，ここまでに見てきた様々な調査・分析の結果を見ると，こうした子どもを取り巻く環境の学力への影響を軽視することはできないでしょう」と貧困が学力に与える様々な影響も示唆している。
経済協力開発機構(OECD)が、57の国と地域における15歳児約40万人を対象に行った国際学習到達度調査(PISA)の結果を分析したみずほ情報総研では、「読解力」において習熟度が著しく低い生徒の割合が、2003年に急増したまま推移している点について、日本では90年代後半以降、失業や倒産などが増加したことが背景にあり、こうした親の事情によって潜在的な能力を発揮しにくい環境に置かれた生徒の増加がある可能性を懸念している。
厚生労働省による2013年調査では、高校進学率では一般世帯98.2%に対し、生活保護世帯では89.5%と低いことが分かっている。

### 人生イベントと貧困
10代の妊娠・出産経験、高校中退経験とひとり親となることは貧困リスクを増大させている。

### 教育課程
義務教育課程で勉強についていけない生活保護の子どもは多数存在する。

#### 学力不振
生活保護世帯の勉強会に来る子ども達の学力については「中学校三年生であるにもかかわらず九九に習熟していない子どもがほとんど」であるという。
弁護士であり、大阪府・滋賀スクールソーシャルワーク・スーパーバイザーを勤めた峯本耕治は、非行や問題行動ケースをはじめとする多数の学校不適応のケースでは、そのほとんどが小学校段階での学習面のドロップアウトを伴っており貧困から虐待、虐待から親子の情緒的愛着問題が起こり、それが学校における問題のエスカレートと連鎖するという。

#### 引きこもり・不登校
生活保護世帯では、引きこもりや不登校は起こりやすく、板橋区調査では、被保護世帯の1割以上の生徒が、釧路市調査では生活保護無職層世帯では4割の子どもが不登校となっている。
八戸市では18歳少年が生活保護世帯で引きこもりとなり、母や弟妹を殺した事件も起こっている。
沖縄立高校生のうち生活保護を利用する世帯で不登校傾向にある生徒の割合は、そうでない世帯の約5倍に上る。県の2014年度教育相談・就学支援事業の一環で、ＮＰＯ法人サポートセンターゆめさきが受注し、琉球大学大学教育センターの西本裕輝准教授が調査・分析を担当した調査による。
生活保護世帯では、家庭自体が衛生的な生活環境を営めなくなっていたり社会的に孤立していて家族全体がひきこもっている家庭もあり、若者のひきこもりを長期化させている。このように子どもが成人しても精神を病み就労不可となったり、非正規雇用労働者となって自立できる収入が無い場合には、親が保護を受け初めてから生涯に渡り生活保護を受給する可能性があり、自立し保護廃止にまで至る見込みに乏しい。生活保護下の子ども達の健全な育成は社会にとっても有用である。

## 循環脱出の理論
生活保護世帯では、進学・進路への不安を持つ子どもや不登校、引きこもり、学歴不振などの課題を抱える子どもが少なくなく、親自身も様々な課題を抱えている。有子世帯の7割は母子家庭であるため、ひとり親ならではの子育ての負担もあり、受給母の健康状況の悪化が子どもの健康にも影響している。
「二世代生活保護母子世帯」の中には、「母子家庭であったほうがいろいろと便利」と母親に言われて未婚母子家庭になったという人物も存在するように、母親の影響が大きい。
箕面市で行っている「子ども成長見守りシステム」では市の保有する子供の家庭・経済・福祉受給状況などの環境要因と学力や生活習慣のデータを複合的に利用して市内の学齢期の子供を分析している。これにより、生活困窮度の高い家庭の子どもほど学力調査の偏差値が低く、また非認知能力と呼ばれる「問題解決力」などと家庭の経済状況・養育状況の関係が非常に密接に関連していることも明らかになった。日本財団はこのデータを分析し、貧困状態の子どもの学力は10歳を境に急激に低下し、年齢があがるにつれその差は拡大するとしている。基本的な非認知能力は、困窮世帯と他は低学年時点から差が大きいが、貧困下でも学力の高い子どもは、非認知能力が高く、基礎的信頼や生活習慣などの非認知能力育成が重要と結論づけている。

### 生活保護の自立支援
生活保護法の趣旨は、「最低生活保障」と「自立の助長」を2本柱とするが、2000年のいわゆる第一次分権改革を経て、前者は法定受託事務に、後者は自治事務に振り分けられ、現金給付は国の所管、相談支援は自治体の所管となったところであるが、その後、2004年4月からは、全国の数自治体で自立支援のモデル事業がスタートした。この自立支援プログラムの一環として「子どもの健全育成事業」が掲げられている。自立支援策定推進事業に要する費用は地方自治体が負担するが、それへの国庫補助金も厚生労働省の予算の限りにおいてという制限があるうえ、補助割合についても2005年セーフティネット補助金開始当初は2分1の補助率であったなど年により変動もあるものの、2012年度現在では10分の10国庫から補助金が出ている。このため、費用対効果を考え就労支援や退院促進プログラムなどに重点を置いてきた地方自治体でも、現在は財政負担の葛藤なく、自治体の関心の持ちよう次第で子どもに特化した支援に取り組むことができる。ただし、2014年度までは、生活保護受給者の自立支援事業の枠組みの中で、国が自治体に費用の全額を補助してきたが、2015年度からは同年度施行の生活困窮者自立支援法にもとづく学習支援事業の枠組みに変わり、補助率は半分になることが決まっている。全国調査では生活保護の子供の学習支援を行っていない自治体は、人員不足に次いで、財源確保の問題を掲げてる。
なお、男性が25歳から80歳まで生活保護を受け続けた場合では、扶助費総額にあわせ、働いた場合の税金や社会保険料の国と地方の逸失額を合算すると最大で1億5千万円を超えることも明らかになっている。
生活保護有子世帯の課題を見据え、自立支援プログラムの一環として、子どもの支援に特化した「子ども支援員」配置の動きが始まっている。2012年度の神奈川県「子どもの健全育成プログラム策定推進モデル事業」のための当初予算は15,731千円であった。
生活保護のケースワーカーでは、その世帯が受給している事実を保護者が子どもに知らせていない場合もあり、また子どもへの支援も生活保護行政でほとんど想定されていないなどの要因により、直接子どもと話し合うことは多くない。
生活保護のケースワーカーなどからは、生活保護受給者の価値観は、消費や健康について刹那的な態度で欲望の先延ばしができない、物事の優先順位がつけられない、家族間の相互不信が強いなどの印象があるとの意見があるという。
貧困の連鎖は高卒未満という学歴や10代の出産などという育成期に発生した事柄が相関している。都内では「生活保護世帯の全日制高校への進学率が7割に届いていない」ような低全日制高校進学の状況がある。このことから、生活保護の子どもの高校の進学意欲を高めること、また高校に進学しても中途退学する生徒は後を絶たず「あまりにあっさりと中退してまうケースがある」ため、将来のために高校を中退しないよう各地で支援が行われている。
江戸川区では生活保護ケースワーカーが有志で1987年から始めた生活保護世帯などの子どもたちを対象に開かれている「江戸川中3勉強会」が長い間学習支援を行っている。
埼玉県のように、教員OBなどがいる一般社団法人に高校進学支援を委託し、家庭訪問や学習支援会を開催するといった生活保護世帯への「学習会」支援も広がってきている。埼玉県では、平成21年度の県の保護世帯の進学率86.9%から平成24年度には97%に上昇している。このように学習会によって高校進学率を上昇させたが、県で生活保護費受給家庭の高校生の就学状況を調査したところ、中退率が全体の2倍以上になっていることが分かり、教室参加でも高校中退した人の22.2%が「学業不振」を理由に挙げている。県は進学後の支援も必要と判断し、2013年度から受給世帯の高校1年生を対象に無料の学習教室を開いている。これにより、2013年10月現在、高校を中退した生徒は一人もおらず、成果を上げている。なお、県の中退後の状況調査では、中退者の約6割は無職の状態にあり、県は高校に進学するだけではなく、きちんと卒業し、安定した仕事に就いてもらうことにより、貧困の連鎖を断ち切り、高校中退を防止することが現在の大きな課題としている。また、平成25年度より最終的にスムーズな就職につながるよう、中学生と高校生を対象に、特別養護老人ホームや農家などでの就労体験の実施も行うとしている。平成26年度には303人の中学3年生が学習教室に参加し、その結果、296人が高校に進学し、教室参加者の高校進学率は97.7%となった。事業開始前の平成21年度の生活保護受給世帯の高校進学率86.9%より約11ポイント高くなっている。高校中退防止支援では、新たに平成25年度から高校1年生を対象に学習教室を県内7か所に開設し、教員OB等が補習を行って高校中退防止に取り組み始め、この結果、262人の教室参加者中250人が進級し、中退率は4.6%となり、事業開始前の平成24年度の中退率8.1%から3.5ポイント改善されている。
東京都では、2011年現在、生活保護を受けている家庭に対して塾代の補助の制度があり、中学3年生では15万円、中学1年生、2年生では年間10万円の補助制度となっており、都が負担している。
生活保護受給の親自身も中卒・高校中退であることが多く、安定した就労のために親への学習支援も必要である。
「高校中退を食い止めることで、未成年者の望まない妊娠を阻止できることが期待できる。この事業（高校就学支援員派遣事業）を通じて支援員への信頼感が、結果として大人への信頼回復ひいては、児童自身の自尊心の回復につながり、将来的に虐待防止へとつながるのでは。」と大阪市の児童虐待対策専門部会で審議されている。
「若年の若年層の生活困窮者では、中高年と違って就労意欲が低い、発達障害や知的障害が疑われる人が多いといった声が（福祉）現場では聞かれる。」との指摘もあり、貧困状況の者の中には特性として学習が不得手な子どもも存在する。このような学習が苦手な子ども達も最終的に安定した就業へつなげていくためには、学習能力に重きを置く従来の教育ではなく、地域の産業と関連性の強い技能を重視した高校教育、職業教育を重視した教育（例：ドイツのマイスター教育）が望まれるとの指摘もある。

### 居場所ケア
家出売春少女らから、虐待や放置を受けた小学校時代に、下校後の居場所としての夜間時間帯を含む学童保育などがあればよかったとの声がある。
現実的には、大阪市では多くの貧困層の子どもたちが利用しているという駆け込み寺や受け皿となってきた「子どもの家」に対する2013年からの補助金削減が決定したが、貧困に苦しむ子どもたちを救う手段が減り、将来の生活保護受給者を増やしてしまうことになる可能性も示唆されている。当施設は、新聞や段ボールを売る事やバザーで現金を得て、無償運営継続を目指している。

### 育成環境と違う世界との関わりの重要性
「生活保護を長期間受給している家庭の場合、そこで育った子供は『就職して働いて社会の一員になる』という感覚が薄いと感じることもある。親と価値観の違う大人が関わることが大事だと思う」と現場の生活保護ケースワーカーは語っている。
茨城県高萩市元市長の草間吉夫は、生活保護を受けていた母と離れて児童養護施設で暮らしていたが、施設長、指導員、季節ごとに里親として自宅に迎え入れてくれた元高萩市長について「他人の縁に恵まれた」と語っている。
児童養護施設の退所者などが共同生活を送りつつ社会に歩みだす支援をする児童自立援助ホームでは、人という財産が少ないという現実が社会的養護の元にある若者の抱える貧困だとの指摘もある。このような施設の利用者が「辛い環境にあったのだから周りに何かを与えてもらうことが当然である」といった感情を持っているように施設職員は感じていたが、東北震災ボランティアを通じて周囲に感謝される経験が大きな体験だったのではないかという。
貧困の状態で育っていても、大人になって貧困を脱する子については、「成長過程で積極的な行動方法を学び，身につけていることが分かる。子どもたちに積極的な行動方法を学ばせるためには，今置かれている家庭環境とは別の世界・別の行動パターンがあることを提示する必要がある。これは，物質的な金銭給付では提供できない。」と金銭給付以外の支援の重要性について日本弁護士連合会は述べている。
生活保護母子家庭の母自身も、厚生労働省が行った母子加算復活後のアンケートにおいて、加算復活が将来の生活に対する悩みや不安を軽くしていないことを回答している。
アメリカの発達心理学者Emmy Wernerは、ハワイ・カウアイ島で1955年に出生したすべての赤ん坊698人を40年間にわたって追跡調査した。
その研究で、未熟児として生まれたことや精神疾患の親、不安定な家庭環境など、さまざまなリスクが子どもの精神保健の問題の率を高めるが、そのようなリスクをもった子どもの1/3が良好な発達、適応をとげたのであり、それは親以外の養育者（おば、ベビーシッター、教師）などとの強い絆や、教会やYMCAなどのコミュニティ活動への関与が重要であることを示した。このような「リスクや逆境にもかかわらず、よい社会適応をすること」をリジリエンス（レジリエンス）という。欧米では1970年代よりリジリエンス研究がはじまり、近年では児童精神医学、発達心理学、発達精神病理学などの分野で活発に研究が行われている。

### 母子世帯対応
そもそも母子世帯の貧困には、離婚や未婚の母に対して子どもの別れた父親の養育費が2割しかない現状が根幹にあるため、母子世帯にはアメリカ並みに養育費の徴収を強化し経済的自立を助ける必要がある。しかし、養育費徴収強化については「児童扶養手当の母親の収入申告に「養育費」を8割算入したことには無理があります。現状では自己申告はほとんどされていないし、養育費を受け取ることを逆に妨げる効果になっています」というシングルマザー支援団体自身が認めている、養育費未申告による児童扶養手当の不正受給問題も解決しなくてはならない。
生活保護母子世帯に対しての父の子どもに対する扶養義務履行率は、ある市では1割で、その援助額も月額平均2千円となっているため、非生活保護受給世帯に対してさらに低調である。
1960年に厚生労働省婦人少年局が行った養育費に関する調査では、協議離婚をした1940人のわずか8%しか養育費を受けておらず、調査不能となった母908人のうち35%は住民登録地に住まず、親元とも音信不通となっていて行方不明であった。
このような登録住所地に存在しない「消えた子ども」といわれる居所不明児童生徒は2011年度で全国に1191人となっている。このような登録住所地外にいる子どもは、行政サービスにアクセスしづらい上、行政側もその存在を把握できない。
この一例として、2010年7月には大阪市西区で離婚の母（23歳）が3歳と1歳の幼児を50日間に渡り自室に放置し、餓死させた事件がある。なお、本件は母自身も実母の慢性的な育児放棄を受け、引き取った実父も幼いころに自身が離婚や再婚を繰り返したことで不安定な家庭生活を送らせたと証言していて虐待の連鎖も伺われた。
居所不明児童は実際には死亡しており、親族による生活保護、児童扶養手当の不正受給とつながっている場合もある。
なお、2014年5月には、東京都足立区で6人の子を持つ夫婦が、死亡している次男の児童手当などを不正に受給した疑いで逮捕された事件が起こっている。夫婦は共に無職で生活保護費と児童手当の年間約573万円で暮らしていたが家賃や駐車場料金は滞納しがちだった報道されている。児童相談所の職員が家庭訪問するようになると、近所の住民に「（人数合わせで）子どもを貸してほしい」と頼み、断られると、今度はネットオークションでマネキンを購入し、職員の目をごまかしていた。両親は、次男（現在行方不明）の交通事故に絡み保険金をだまし取ったとして詐欺容疑などで再逮捕されている。
また、女性は非正規雇用職員として雇用されることが多く、国立社会保障・人口問題研究所の分析によると勤労世代単身女性（20～64歳）でも3人に1人が貧困であり、若く子どもがいない単身女性ですら「貧困女子」が存在する状況にある。これに対し、生活保護では大都市（1級地-1）での小学生1名と高校2名の子を持つ30代母の母子世帯の生活保護基準額は推定年収418万円以上であり、低所得・中所得の母子家庭より消費の水準が高い。勤労収入で同水準の所得を得ることは困難な現状がある。
生活保護母子世帯の5割は就業しているが、生活保護の母子世帯のうちパニック傷害、うつ病、統合失調症などの精神疾患を持つ者が3割を占めており、釧路市調査では無職者も働きたいという意欲はあるもの、自分の健康状態がよくなってからと回答した者が4割となっている。
しかし、離婚率が高く生活保護母子世帯が多い釧路市では、生活保護母子家庭の母を就労を促進する試みに取り組んでおり、経済的自立に結び付けている。
北海道釧路市で専業主婦をしていた女性(32)は、離婚後2児を抱え生活保護を受けたが保護費・児童扶養手当で月収20万、冬季には23万となり「離婚前、夫の給料でやりくりしていたよりも、ぜんぜんリッチ」となったが支援を受け就労し、手当てを含め月収約19万で、以前より所得が下がるものの生活保護を抜けた。
母子世帯の保護廃止の分析では、介護ヘルパーなどによって自立した例や子どもの就職による経済状況の好転が見られた。なお、自立に至った世帯では受給期間が2～4年以内と短い。
また他の自治体の市長も現場の長として、「特に若い方々への就労支援は最初の6か月が勝負」「貧困の連鎖とか貧困の罠とかという言葉を専門的に使いますが、1年以上生保を受給になるとなかなか脱却できないということが現実としてあります」と語る現状のため、早期の就労支援が有効である。
福岡県田川地区調査では就労による自立を果たした世帯についての分析では、世帯主の年齢が若く、保護期間の短い、高卒以上の学歴、何らかの免許・資格を有する、ひとり親家庭である傾向が見られたという。
非常勤等の被雇用者の場合には乳幼児の病気欠勤によって首になるなどの問題があるが、NPO法人ノーベルのひとり親向け病児保育「ひとりおかんっ子パック」NPO法人フローレンスの病児保育「ひとり親支援プラン」、宇都宮市のひとり親病児保育支援などの支援が始まっている。

## 政治の対応

### 宣言・法令制定等

#### イギリスにおける貧困対策
イギリスでは、1999年トニー・ブレア首相は子どもの貧困撲滅に取り組むことを宣言した。2004-05年までに子どもの貧困率を25%削減するという数値目標を掲げ、それはほぼ達成でき、子どもの貧困のギャップを減少させたが、経済危機後に政権交代があったため児童手当等削減政策が取られ、その後子どもの貧困は増加している。
なお、トニー・ブレアは養子縁組にも関心を持っていたが、その理由を彼の父が婚外子で養子として成長したからだとガーディアン紙のインタビューに答えている。
しかしイギリスでも、働くより高額な公的扶助が問題となり、政府が2013年4月からの制度改革を打ち出し、キャメロン首相はSun新聞で「真面目に働いている人たちよりも生活保護受給者のほうが収入が多くなる例が発生する状態は『狂っている』」と述べ、「生活保護制度が本来の目的から逸脱し、本末転倒の事態に陥っている」と批判して、生活保護費の支給額を同国世帯平均年収までに制限などの制度改革を擁護している。

#### アメリカにおける貧困家庭対策
アメリカの公的扶助の代表として挙げられるのは、「要扶養児童家庭扶助（AFDC）」、AFDCに代わって1996年の「個人責任と就業機会一致法（PRWORA）」の成立に伴って施行された「貧困家族一時扶助（TANF）」である。AFDC、TANFともに貧困児童のいる母子家庭・父子家庭を主な対象としており、障害者や高齢者については「補足的保障所得（SSI）」と呼ばれる制度によって貧困対策を行っている。要扶養児童のいる貧困家族を対象にしているのが貧困家族一時扶助（TANF）となっており、一人親か、二人親でも稼ぎ手が失業中という貧困家庭に期限付きの生活扶助を提供し、同時に就労支援を行うプログラムで、具体的には、60ヵ月の生涯受給制限を設けて就職・就労・職業訓練などを義務づけ、雇用支援、育児ケアなどのサービスを提供している。｢要扶養児童家庭扶助｣（AFDC）の受給者数がピークに達した1994年には、約500万世帯、全米で8分の1を超える児童がAFDCを受給しており、AFDC 受給児童の半数以上は婚外子であり、4分の3には、離れて暮らす健康体の親がいた。再受給、再々受給を総計すれば、約半数が、5年を超えてAFDCを受給していた。こうした状況に対して、費用を規制するためにAFDCの財源に上限を設ける意見や、単親家庭の貧困児童に恒久的な支援を行うことが、家庭崩壊を助長し、未婚の出産を可能にし、AFDC の長期受給につながったとする意見が出て、福祉改革となった。
AFDC 受給者の大部分は、母子家庭であったため、1975年の社会保障法の改正では、子どもの扶養義務を履行していない親を州政府が探し出し、養育費の取立てを行う｢児童扶養強制」プログラムが規定された。同プログラムは、AFDC 受給者には自動的に適用された。その後、96年福祉改革法により、AFDC の TANF への再編が行われた。TANF の目的には就労準備、就労及び結婚の促進により、貧困な親達の政府の手当への依存を終わらせること、婚姻外の妊娠を予防し、減少させるとともに、そのための年間数値目標を確立すること、両親のいる家庭の形成と維持を奨励することがあった。受給者には就労等の義務があり、要請に応じない者には、給付の減額ないし停止という制裁措置がとられTANF 受給中に新たに子どもが生まれた場合、アリゾナ州他が採用しているfamily cap制度により、州政府は、その子どもに対する追加的給付を拒むことができるという特徴を持つ。TANFでは、自立・就労支援で受給者が激減している。制度改革により、州政府にとっては，1990年代前半のAFDC 受給者と比べてTANF 受給者は半減したにもかかわらず，連邦政府からの一括補助金はピーク時の金額が交付され，州政府の支出も継続することが義務づけられていることから，TANFに関連する州独自のプログラムや就業支援策を実施する財政的な裏づけを有することとなった。その結果，多くの州ではTANF から離れた人に対してもある程度の所得に達するまで支援を継続しているという効果を生んでいる。
連邦財源を用いるTANF の支給期間は生涯60カ月（5年）に限定されている。なお、日本においても離婚の増加にともなう母子世帯数の増加を背景にして，児童扶養手当や生活保護の受給世帯が増加していることから，福祉手当の支給に重点を置くのではなく就労による自立を支援するといったワークフェア型の改革が進められている。生活保護制度とTANFを比較分析研究では、TANFの方がより就労促進的な制度となっていることが示された。しかし、日本の稼働可能な世帯の稼働率とTANFの稼働率と比較すると日本の稼働率がより高かった。

#### スウェーデンにおける貧困家庭対策
スウェーデンでは社会保険は国の権限によって実施されており、スウェーデンに居住していれば給付される保険（一種の手当に近い）と、労働市場に参加し保険料を支払っていれば給付される保険の2 段階に組み立てられ、従前所得に対して高い割合の給付が保障されている。これに対して、社会扶助は、管理・運営がコミューン（基礎自治体）に委ねられている。運営面でコミューン間にかなり相違があり、給付水準さえも異なるケースがある。給付の際には、最低生活費の給付とともに、ソーシャルワークによって自立支援が行われているという。その社会扶助の受給資格がきわめて厳しく、所有物を基本的に売却しなければならず、家や土地はもちろん、自治体によっては車・コンピュータも売却対象となり、また少しでも労働能力があれば就労プログラムへの参加が強いられる。90年代の経済危機により失業者が増加し社会保障受給者が増え、社会扶助にかかるコストの増加、受給者数の増加、さらには受給年数の長期化という3 つの要因によって「スウェーデンモデルの崩壊」が叫ばれるほどであった。その結果、社会省が1999年から2004年までに社会扶助受給者数を半減する目標を設し、同時に社会扶助受給者の増加を分析したところ、若年と母子世帯の社会扶助受給者にはきわめて多様なケースが存在しているという。非常に多いのが、社会保険でもカバーされないような軽度の知的障害者、社会活動に不可欠なコミュニケーション能力が欠如している者（軽度の学習障害の場合、大学卒業も可能だがその後の就労の機会に恵まれない事例が多い）、それからDV や児童虐待を受けてきた者、あるいは薬物中毒者・アルコール中毒者である。こうした人びとは、医師から雇用能力があると診断されながら、実際に就労支援を行っても有効に機能しないという事態が起きているという。長期受給者の増加によって、社会扶助受給世帯の子どもも社会扶助受給者に陥るような、貧困の世代間継承の事例も存在することが確認されている。また、2000年にエンショピング市では利用者がソーシャルワーカーを刺殺する事件が発生し、福祉事務所にはソーシャルワーカーを保護するための敷居が設けられ、かなり排除的な事務運営になっているという。

#### 日本における「子どもの貧困対策法案」
日本では、親から子への「貧困の連鎖」を食い止めるために「子どもの貧困対策法」の制定を求める集会が2013年3月29日、国会内で開かれた。2013年4月現在、自民党の「子どもの貧困対策法案」の骨子が明らかになり、民主党が先にまとめた案と大筋で一致しているが、自民党案では民主案に明記された子どもの相対的貧困率を削減する数値目標は盛り込まれていないという齟齬が生じていたが、最終的には調整が行われた。
日本弁護士連合会は、「子どもの貧困対策は待ったなしの喫緊の課題であり、具体的な貧困率削減の数値目標を伴わない法律は実効性に欠け、骨抜きになる可能性が高い」と批判したうえ、民主党案にも「(1) 保育施設を量的に拡充し、かつ、質的に向上させること。(2) 家庭で養育されることが困難になった子どもに対する社会的養護の制度の充実を図ること」の付記を提案していた。
子どもの貧困対策法案は、平成25年6月に成立した。この法案では、政府には子どもの貧困対策を総合的に推進するため、子どもの貧困対策に関する大綱の制定義務が、都道府県には子どもの貧困対策計画策定努力義務が課されている。
施政者側も身分の連鎖を起こしている可能性があり、2012年12月に発足した第2次安倍内閣の閣僚のうち、父・祖父など地方議会・国会議員であった世襲議員は19名中12名と全大臣中63%を占めている。交通遺児育英会の交通遺児奨学生第1期生であった下村博文がいる一方、麻生太郎、根本匠、林芳正といった貴族院や初代内務卿に系譜が遡れる数代目の政治家も複数いる。選挙に出馬するための供託金は国会議員では300万を要し得票が一定数以下なら没収され政治参画の機会を狭めている可能性がある。また、司法分野においても、安倍内閣は、任期途中の2014年3月末で退官する最高裁長官の後任の第18代長官に、寺田逸郎・最高裁判事（66歳）を指名し、4月1日付で発令した。寺田の父は第10代長官を務めた故寺田治郎（じろう）で親子2代での長官就任は初めてで、戦後生まれの長官も初となった。
なお、「子どもの貧困」について報告しているユニセフでは総体的な数値だけでなく、貧困の深刻さや、社会保障制度の効果を測る数値を用いながら、子どもの貧困の状況を各国政府が継続的に監視し、政策の優先課題として子どもの貧困削減に取り組むべきであると訴えている。

#### 日本における地方自治体の動き
一方、自治体では、東京都荒川区において子どもの貧困・社会排除問題に対し、庁内に検討委員会を立ち上げ、実態の解明とそれに対する総合的対策モデルとしての自治体独自システムの構築を模索した。「子どもの貧困・社会排除問題に取り組むに当たっては、各支援部署において、ドメインを具現化した目標、指標の設定を行うことが重要」であり、組織間連携を一層強化する必要があるとプロジェクト報告で結論付けている。
神奈川県では2009年（平成21年）3月の総合計画審議会計画推進評価部会報告において「格差の連鎖を断ち切り明るい将来展望を切り開くための対応を検討する必要がある」と、2010年（平成22年）3月の同部会では、「支援を必要とする子どもたちを中心に全ての子どもが実質的に平等な機会を得られ、安心して育つためのセーフティ・ネットの構築や複雑化する子どもを取り巻く課題への対応を図る必要がある。」とした。すべての子どもが公平な（フェアな）機会を得る（スタートができる）ことができる社会の実現を目指して、「子どもの安心のための政策研究」を実施した。
東京都北区では、区立中学校につくられた、貧困などの原因から不登校となった生徒が通える特別な「ひまわり教室」を地元の老舗銭湯の3代目が運営し、職員会議にも出席、学校に来ないなど心配される子どもの家に通って本人や家族に会い、事情を調べ、一緒に問題解決を目指している地域ぐるみの活動を行っている。
平成25年1月に行われた全国調査では、全国の自治体のうち、子ども・若者の貧困対策で一元的な管理部署があるところは2.4%に過ぎず、特化した計画を策定しているところは0%である。何らかの問題意識を持つ自治体は5割あり、積極的に取り組みたいという自治体は2割程度であった。

### 早期教育
先進国では、貧困家庭や困難な課題を抱えている子どもへの包括的支援を導入している国が増えており、イギリスヘッド・スタート、アメリカヘッド・スタート、カナダフェア・スタート、オーストラリアベスト・スタート、韓国ウィ・スタートがあるが、経済的に恵まれない子どもへの早期支援は効率性の高い社会投資である。日本の幼保一体型教育の導入時にも、上記内容が参考にされている。
1960年代にミシガンのベリースクールで、黒人の貧困家庭の3〜4歳の子どもたちに良い幼児教育を受けさせるという社会実験が行われたが、40年間追跡したところ、この幼児教育を受けたグループはそうでないグループに比べて高校卒業率が高く、セカンドカーや持家の所有率が高く、麻薬などで逮捕された人が少なく、収入も高かった。ノーベル経済学賞を受賞したジェームズ・ヘックマンは、ペリースクールなどの成果を根拠にして5歳までの教育が非常に重要と主張しているため、幼児期の投資は収益性が高いとされる。
ただし、日本に置き換えて考える時「米国には公的な保育制度がないため、乳幼児期に特にひどい状況が生まれやすいと考えられます。日本には保育園があるので、そこにプラスの投資をすることでどれぐらい効果があるかは別に考えなければいけません。」との指摘もある。

### 養育費の確保
日本ではひとり親の就業率は母子家庭8割・父子家庭9割と諸外国に比較して高いことに反して、相対的貧困率がOECD加盟国中最も高くなっているが、「夫が全児の親権を行う場合」を1966年に妻側が逆転して以降、妻が全児の親権者となる割合は現在では8割を超えているため、実際に主に困窮しているのは母子家庭である。ただし、「所得再分配調査」の分析による貧困家庭に占める母子世帯の割合は1995年で4.6%、2001年で4.7%と1割にも満たないとの研究もあり、母子世帯の貧困が貧困率全体に与える影響は大きくないとの指摘もある。
母子家庭の貧困対策については、アメリカでは母子世帯の増加に伴う福祉給付金の増大という財政問題に加え、母子世帯の福祉依存がアメリカ社会の基盤である「自立」精神を損なうこと、とくに子どもの成長過程で福祉依存が日常化し、福祉依存が継承されることへの危機感が強まって1996年の「福祉から就労へ」という福祉改革となった。一方で、非監護者（主に父親）の養育費徴収強力に推進され、養育費は給与天引きが行われ、養育費サービス機関は、福祉、税務、司法、検察・警察等の各種の行政機関、民間機関等と情報連携・行動連携を取りながら子どもの養育費確保のために動き、滞納者には免許停止やパスポート発行拒否など公権力が行使されている。政府支出も年々増加している一方、全体の受給率は4割にとどまるが、養育費が家計に占める割合が高い貧困母子世帯の受給率が向上しているため、貧困・低所得の母子世帯にとって養育費の状況改善の意味合いは大きいとされている。
イギリスでは、1980年代以降多くの生別母子世帯が貧困で社会保障給付に依存して生活していること、また多くの母子世帯が養育費を得ていないことについて、納税者からは父親の責任を問う声が強まった。私的扶養・家族責任と公的扶養・国家責任との境界をめぐる議論が起こった。現在では子と別に暮らしている親（多くが父親）から強制的に養育費を回収するための手段が取られている。
韓国では、ひとり親家庭の83%が元配偶者から養育費を受け取っておらず(2012年現在)、2015年3月、女性家族省のもとに養育費履行管理院が設けられた。その役割は相談と徴収で、申請を受け相手の住所、財産や所得を調査、協議成立から取り立てまで支援する。履行管理院の支援で658件、約30億ウォン（2億7千万円）の養育費が支払われた。
日本では、2006年現在では離婚や未婚の母に対して子どもの別れた父親の実際に支払いがある養育費は2割しかない状況であるが、養育費を取り決めていない理由には、「相手に支払う意思や能力がないと思った」が半数を占めているが、次いで2割が「相手と関わりたくない」という理由をあげている。養育費の文書での取り決め状況・養育費の受給状況共に母親の学歴が上昇するにつれ、割合が上がっている傾向があった。このように養育費は母の状況に左右されている。養育費の受給分析を通じて、養育費が子どもの権利であるという認識が母に、ひいては社会に不足しているとの指摘もある。
さらに、生活保護母子世帯においては、別れた相手の学歴も低学歴が多く、生活保護母子世帯の世帯主とのマッチングが高い、また相手は非正規就労など不安定就労のため扶養援助が期待できないとの指摘がある。
養育費の徴収については、2007年に養育費相談支援センターが設立され、諸外国のような強制力は伴っていないが、書面を作成する場合には公証人役場で作成された公正証書は、約束を守らなかった場合には強制執行ができるという認諾条項の付いたものであれば強制執行を、また 一定の期間内に履行しなければ本来の養育費とは別に一定の金銭を支払うように命じる間接強制にも利用できるなどアドバイスを行っている。明石市は、離婚相手から不払いとなった養育費を補填するモデル事業を開始すると2018年に公表している。ひとり親世帯が養育費の保証契約を保証会社と締結し、保証料は市が負担して、養育費が不払いの場合でも、同社からひとり親世帯に年間最大60万円が払われるという。
国の政策としては、平成14年（2002年）に母子及び寡婦福祉法、児童扶養手当法等を改正し、「児童扶養手当中心の支援」から「就業・自立に向けた総合的な支援」へ転換したところだが、母子家庭の8割が既に就労している現在、就労による増収はパートタイム等で雇用されている母子家庭の母が常用雇用に転換することが有効だが、経済状況が厳しい上に、通常学歴内婚の比率が高いことに加え男女共に学歴が低いほど離婚率は高く、「離婚は低学歴層に集中して生起している」という離婚女性分析もあるため、正規雇用化は現実的に困難である。国の常用雇用転換奨励金事業において、母子家庭の母と有期雇用契約を結んだ事業主によるOJT計画書の提出件数が平成15年（2003年）4月から平成19年（2007年）12月までの合計で156件、そのうち、常用雇用に転換された者の人数は、128人となっている。
なお、民法においては、2011年に第766条1項が改正され「子の監護に要する費用の分担」についても離婚の協議事項と初めて明記された。
この後法務省が、改正民法が施行された2012年4月から1年間の結果をまとめた。この法務省の調査によると、2012年4月からの1年間で、未成年の子がいる夫婦の離婚届の提出は13万1254件あったが、面会や交流の方法を決めたのは7万2770件(55%)、養育費の分担を取り決め済みだったのは7万3002件(56%)だった。